# 摩泽尔法兰克语
摩泽尔法兰克语（摩泽尔法兰克语：Muselfränkesch）是西中部德语的一支。该语言使用于莱茵兰南部和摩澤爾河沿岸，包括德国北莱茵-威斯特法伦州的锡格兰地区、莱茵兰-法尔茨州西部、萨尔兰州、卢森堡、比利时德语区南部以及邻近的法国摩泽尔省（布莱摩泽尔区）。羅馬尼亞特兰西瓦尼亚地区使用的特兰西瓦尼亚萨克森方言由其衍生而来，为1100年至1300年间众多移民所致，他们主要来自当时使用摩泽尔法兰克语方言的地区。